# Leichtathletik-Team-Europameisterschaft 2013
| 4. Leichtathletik-Team-Europameisterschaft            | 4. Leichtathletik-Team-Europameisterschaft | 4. Leichtathletik-Team-Europameisterschaft | 4. Leichtathletik-Team-Europameisterschaft |
| ----------------------------------------------------- | ------------------------------------------ | ------------------------------------------ | ------------------------------------------ |
|                                                       |                                            |                                            |                                            |
| Resultate Superliga (Endstand nach 40 Entscheidungen) |                                            |                                            |                                            |
| Gateshead – 22./23. Juni 2013 International Stadium   |                                            |                                            |                                            |
| Platz                                                 | Land                                       | Land                                       | Punkte                                     |
| 01                                                    | Deutschland                                | Deutschland                                | 351,5                                      |
| 02                                                    | Großbritannien                             | Großbritannien                             | 342,0                                      |
| 03                                                    | Russland                                   | Russland                                   | 311,5                                      |
| 04                                                    | Polen                                      | Polen                                      | 309,5                                      |
| 05                                                    | Frankreich                                 | Frankreich                                 | 306,5                                      |
| 06                                                    | Ukraine                                    | Ukraine                                    | 297,5                                      |
| 07                                                    | Italien                                    | Italien                                    | 267,5                                      |
| 08                                                    | Spanien                                    | Spanien                                    | 261,0                                      |
| 09                                                    | Türkei                                     | Türkei                                     | 181,5                                      |
| 10                                                    | Griechenland                               | Griechenland                               | 163,0                                      |
| 11                                                    | Norwegen                                   | Norwegen                                   | 148,0                                      |
| 12                                                    | Belarus                                    | Belarus                                    | 142,5                                      |
| ← Stockholm 2011                                      | ← Stockholm 2011                           | Braunschweig 2014 →                        | Braunschweig 2014 →                        |
|  abgestiegen in die 1. Liga der nächsten Team-EM      |                                            |                                            |                                            |

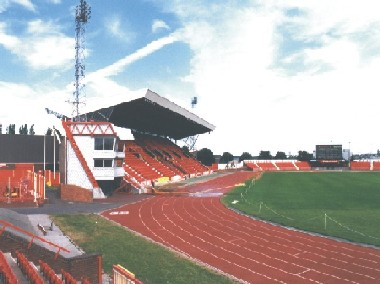
Das International Stadium von Gateshead – hier im Jahr 2004

Die 4. Leichtathletik-Team-Europameisterschaft (englischer Sponsorenname: 4th SPAR European Team Championships), kurz auch Team-EM, fand mit mehr als sechshundert Athleten aus zwölf Ländern am 22. und 23. Juni 2013 im Morton Stadium des Dubliner Stadtteils Santry statt und umfasste vierzig Disziplinen (20 Männer, 20 Frauen).
Parallel wurden die Wettbewerbe der drei darunter gestuften Ligen ausgetragen:
- 1. Liga in Dublin (Irland) – Morton Stadium im Dubliner Stadtteil Santry
- 2. Liga in Kaunas (Litauen) – S.Dariaus-und-S.Girėno-Stadion
- 3. Liga in Banská Bystrica (Slowakei) – Štadión SNP (deutsch: Stadion des Slowakischen Nationalaufstandes) im Stadtteil Štiavničky

Die insgesamt vier Ligen setzten sich aus folgenden Nationen zusammen:
- Superliga (12 Teams): Belarus, Deutschland, Frankreich, Großbritannien, Griechenland, Italien, Norwegen, Polen, Russland, Spanien, Türkei, Ukraine
- Erste Liga (12 Teams): Belgien, Bulgarien, Estland, Finnland, Irland, Niederlande, Portugal, Rumänien, Schweden, Schweiz, Tschechien, Ungarn
- Zweite Liga (8 Teams): Dänemark, Israel, Kroatien, Litauen, Österreich, Serbien, Slowenien, Zypern
- Dritte Liga (15 Teams): AASSE (kombiniertes Team „kleiner Länder“ mit Gibraltar, Liechtenstein, Monaco und San Marino), Albanien, Andorra, Armenien, Aserbaidschan, Bosnien und Herzegowina, Georgien, Island, Lettland, Luxemburg, Malta, Moldawien, Montenegro, Nordmazedonien, Slowakei

Regulär hätten die Zusammensetzungen in der Superliga und in Liga 1 allerdings anders aussehen müssen. Dies lag darin begründet, dass nachträglich dopingbedingte Disqualifikationen aus dem Vorjahr erst später zutage traten und die Verschiebungen der Endresultate keine Berücksichtigung mehr finden konnten.
- Tschechien hätte anstelle von Belarus in der Superliga verbleiben dürfen.
- Rumänien wäre rechtmäßig anstelle der Türkei von Liga 1 in die Superliga aufgestiegen.

## Modus
Jede Nation war in jeder Disziplin durch jeweils einen Athleten bzw. eine Staffel vertreten. Auch die Wertungssystematik wurde angewendet wie zuvor: Die Nation des Siegers einer Disziplin erhält in der Team-EM jeweils eine mit der Zahl der Teilnehmer identische Punktzahl, abnehmend bis zur Nation des Letztplatzierten mit einem Punkt.
Die gemeinsame Wertung für Männer und Frauen fand auch hier in Gateshead Anwendung.
Auch das System des Auf- bzw. Abstiegs zur Festlegung der Teilnehmer in den einzelnen Ligen wurde fortgesetzt. Für die Superliga wurden drei Absteiger festgelegt, in Liga 1 gab es entsprechend drei Aufsteiger, absteigen mussten dort zwei Teams. So stiegen aus Liga 2 ebenfalls zwei Nationen auf. Zwei Mannschaften wurden als Absteiger in die 3. Liga festgelegt. Die unterste Klasse ermittelte folgerichtig zwei Aufsteiger.
Die zur Straffung der Veranstaltung im Europacup 1997 eingeführte Praxis mit Regeländerungen wurde nun unverändert aus dem Vorjahr angewendet:
- Vertikale Sprünge: Wie üblich erfolgt das Ausscheiden nach drei Fehlversuchen bei einer Höhe. Darüber hinaus ist der Wettkampf für jeden Springer nach insgesamt vier individuellen Fehlversuchen beendet. Steht ein Springer als Sieger fest, darf er so lange weiterspringen, bis er drei Fehlsprünge hintereinander aufweist.
- Horizontale Sprünge/Kugelstoßen/Wurfdisziplinen: Jeder Athlet hat nur maximal vier Versuche. Alle Sportler erreichen die dritte Runde. Die vier danach Bestplatzierten erhalten einen weiteren Versuch. Alle Teilnehmer mit mindestens einem gültigen Versuch erhalten Punkte.

Bei den Läufen, die auf der gesamten Distanz in Bahnen zu absolvieren waren (100, 200, 400 Meter, 100 Meter Hürden, 110 Meter Hürden, 400 Meter Hürden, Staffeln) und die deshalb in zwei Teilrennen ausgetragen werden mussten, wurde die Reihenfolge wieder getauscht, das heißt zuerst fand wieder der jeweils stärker besetzte Lauf statt.

## Die Team-Europameisterschaft 2013
Der Wettbewerbskatalog blieb weiter unverändert.
Im Laufe der Jahre wich der Austragungsrhythmus der Team-EM ab von dem des früheren Europacups, der zuletzt jährlich stattgefunden hatte. Die Team-EM dagegen sollte in Jahren mit Olympischen Sommerspielen nicht ausgetragen werden. In Jahren mit Leichtathletik-Europameisterschaften fand die Team-EM nur statt, wenn es in derselben Saison keine Olympischen Spiele gab. Nach 2014 wurde dann in allen Jahren mit Leichtathletik-Europameisterschaften keine Team-EM mehr ausgetragen.
Auch hier in Gateshead litt die Veranstaltung unter Regen und viel Feuchtigkeit. Dennoch gab es zahlreiche starke Leistungen zu verzeichnen. Im Hammerwurf gelangen der deutschen Werferin Betty Heidler 74,31 m und die Britin Sophie Hitchon erzielte mit 72,97 m einen neuen Landesrekord. Auch über 400 Meter Hürden gab es durch den Norweger Øyvind Kjerpeset mit 49,98 s einen neuen Landesrekord. Die ukrainische 4-mal-100-Meter-Staffel kam auf 42,62 s. Der Russe Alexander Menkow sprang 8,36 m weit. Auch der französische Sprinter Christophe Lemaitre ließ mit 20,27 s über 200 Meter wieder aufhorchen. Allerdings war hier der Rückenwind von 2,4 s/m zu stark, um die Leistung in die Bestenlisten aufzunehmen. Dies galt auch für die 12,62 s der Britin Tiffany Porter über 100 Meter Hürden (Rückenwind: 2,6 s/m). Die 14,49 m der Ukrainerin Olha Saladucha im Dreisprung waren dagegen regulär.
Das mit Abschluss der Veranstaltung ermittelte Endergebnis wurde nun schon zum dritten Mal in Folge durch nachträglich erfolgte Disqualifikationen von Dopingbetrügern beeinträchtigt – siehe Abschnitt „Doping“ unten. Es gab Verschiebungen in der Reihenfolge, alle Punktwerte änderten sich ganz erheblich. Das zunächst ermittelte Siegerteam Russland wurde wie bei der letzten Austragung zurückgestuft – diesmal sogar um zwei Plätze auf den dritten Rang. So rückte am Ende Titelverteidiger Deutschland wieder ganz nach vorn und gewann den Wettbewerb. Auf den Abstiegsplätzen gab es zwar auch Verschiebungen, doch in diesem Jahr nur durch den Tausch von Rängen untereinander, sodass es nicht wie 2011 in Stockholm zu Benachteiligungen kam.

## Deutsche Mannschaft
Der Deutsche Leichtathletik-Verband (DLV) hatte 49 Athleten (24 Frauen und 25 Männer) nominiert. Das deutsche Team startete in der Superliga und verteidigte seinen 2011 in Stockholm errungenen Titel erfolgreich, was allerdings erst nach später erfolgten dopingbedingten Disqualifikationen deutlich wurde.

## Doping
Folgende zehn nachträgliche Disqualifikationen durch fünf russische, drei belarussische, zwei türkische Sportler sowie einen französischen Athleten waren aufgrund von Dopingbetrug in zwölf Disziplinen zu verzeichnen:
- Anis Ananenka, Belarus – 800-Meter-Lauf, zunächst Siebter / 4-mal-400-Meter-Staffel, zunächst zwölfter und letzter Platz. Ihm wurden zwei Verstöße gegen die Antidopingbestimmungen nachgewiesen. Bei nachträglichen Analysen der Dopingproben von den Olympischen Spielen 2012 wurde er positiv auf das untersagte Mittel Dehydrochlormethyltestosteron getestet.[2] Bei den Halleneuropameisterschaften 2013 hatte er die verbotene Substanz GW1516 eingesetzt und wurde mit einer Wettkampfsperre von vier Jahren belegt. Seine vom ersten Dopingbetrug bis zum Ende der Sperre erzielten Resultate wurden ihm aberkannt.[3]
- Eşref Apak, Türkei – Hammerwurf, zunächst Rang drei. Der Olympiazweite von 2004 wurde nach dem Rücktritt des türkischen Leichtathletikverbandspräsidenten Mehmet Terzi auf der Grundlage einer positiven Dopingprobe vom 8. Juni 2013 zusammen mit dreißig weiteren türkischen Athleten gesperrt. Die Dauer seiner Sperre durch den türkischen Leichtathletikverband wurde auf zwei Jahre festgelegt und endete am 15. Juni 2015. Alle seine seit der positiven Probe bis zum Ende der Sperre erzielten Resultate wurden annulliert.[4] Damit fiel der Athlet bereits zum zweiten Mal durch eine positive Dopingprobe auf.[5]
- Sergei Litwinow, Russland – Hammerwurf, zunächst Rang fünf. Eine am 14. Juli 2012 von ihm genommene Dopingprobe war positiv, was ihm eine zweijährige Wettkampfsperre einbrachte. Seine seit der positiven Probe bis 25. Februar 2016 erzielten Resultate wurden annulliert.[6]
- Jekaterina Scharmina, Russland – 800-Meter-Lauf, zunächst Rang zwei. Aufgrund von unerlaubten Abweichungen in ihrem Biologischen Pass im Juni 2011 hatte die Athletin eine Sperre von drei Jahren sowie die Annullierung ihrer Resultate aus dem betreffenden Zeitraum hinzunehmen. Gleich anschließend wurde sie positiv getestet und wurde daraufhin für weitere vier Jahre vom Wettkampfsport ausgeschlossen.[7]
- Natallja Karejwa, Belarus – 1500-Meter-Lauf, zunächst Rang neun. Die Athletin wurde nach Anomalien in ihrem Biologischen Pass, festgestellt für den 28. Juli 2010, mit einer Sperre von zwei Jahren beginnend am 22. August 2014 belegt. Unter anderem ihr hier erzieltes Ergebnis wurde gestrichen.[8]
- Alice Decaux, Frankreich – 100-Meter-Hürdenlauf, zunächst Rang vier. In ihrem Dopingtest vom Wettbewerb hier in Gateshead wurden verbotene Amphetamine gefunden. Die Athletin wurde einen Tag vor den Weltmeisterschaften 2013 für sechs Monate gesperrt. Ihr hier erzieltes Resultat wurde gestrichen. Die Sportlerin gab an, ein Nahrungsergänzungsmittel ohne ärztliche Rücksprache zu sich genommen zu haben.[9]
- Elif Yıldırım, Türkei – 400-Meter-Hürdenlauf, zunächst Rang drei / 4-mal-400-Meter-Staffel, zunächst Rang neun. Die Hürdenläuferin wurde nach dem Rücktritt des türkischen Leichtathletikverbandspräsidenten Mehmet Terzi auf der Grundlage einer positiven Dopingprobe vom 8. Juni 2013 zusammen mit dreißig weiteren türkischen Athleten gesperrt. Die Dauer ihrer Sperre durch den türkischen Leichtathletikverband wurde auf zwei Jahre festgelegt und endete am 25. Juni 2015. Alle ihre seit der positiven Probe bis zum Ende der Sperre erzielten Resultate wurden annulliert.[10][11]
- Wera Ganejewa, Russland – Diskuswurf, zunächst Fünfte. Sie wurde mittels der Analyse ihrer Dopingproben von den Olympischen Spielen 2012 bei einem Nachtest im Februar 2017 des Einsatzes von Turinabol überführt und erhielt eine zweijährige Wettkampfsperre, die am 1. Juli 2018 endete. Alle ihre vom 3. August 2012 bis zum 2. August 2014 wurden annulliert.[12]
- Aksana Mjankowa, Belarus – Hammerwurf (zunächst Sechste). Sie wurde schon bei den Olympischen Spielen 2008 und 2012 wegen der Verwendung der unerlaubten Mittel Turinabol und Oxandrolon disqualifiziert. Auch ihr hier in Gateshead erzieltes Resultat wurde ihr aberkannt.[13]
- Gulfija Chanafejewa, Russland – Hammerwurf, zunächst Rang neun. Auf Grundlage des McLaren-Reports wurde Chanafejewa 2019 wegen Dopings vom Internationalen Sportgerichtshof (CAS) rückwirkend für acht Jahre beginnend mit dem 6. Januar 2017 gesperrt. Außerdem wurden alle ihre zwischen dem 15. Juli 2012 und dem 6. August 2014 erzielten Ergebnisse annulliert.[14]

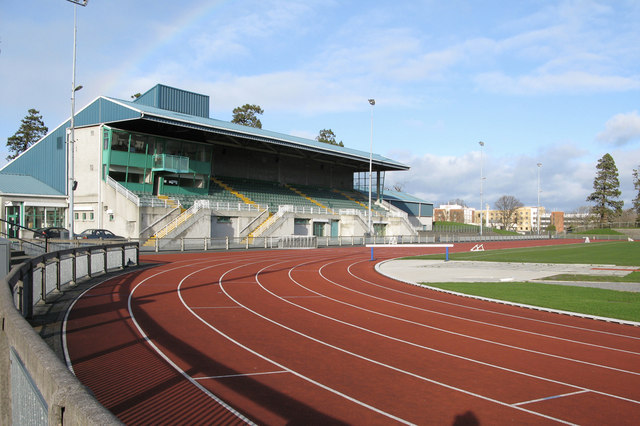
Das Morton Stadium im Dubliner Stadtteil Santry – hier im Jahr 2007
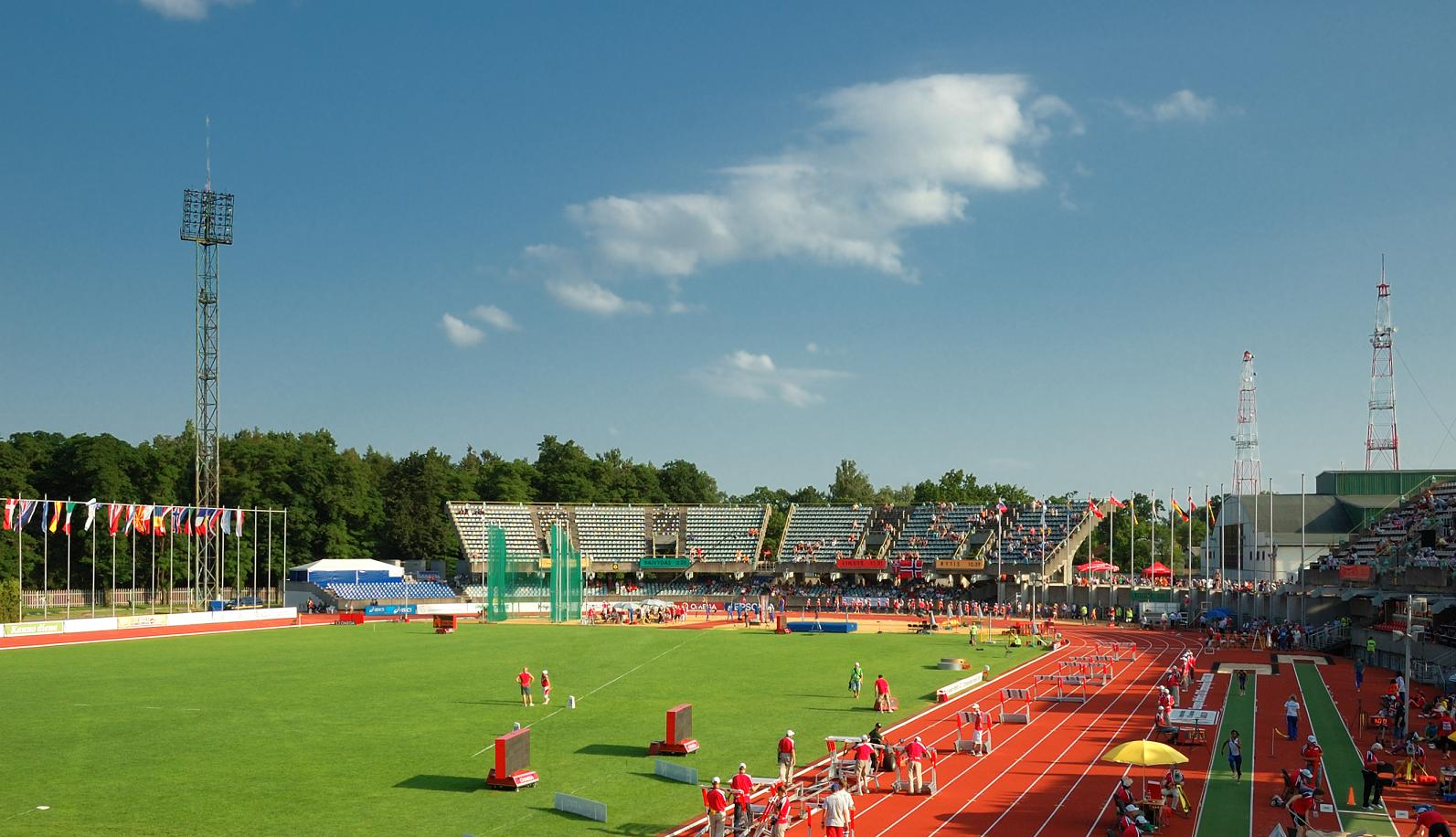
Das S.Dariaus-und-S.Girėno-Stadion von Kaunas – hier im Jahr 2010

## Ergebnisse 1. bis 3.Liga
| Länderwertungen (Endstand nach jeweils 40 Entscheidungen) | Länderwertungen (Endstand nach jeweils 40 Entscheidungen) | Länderwertungen (Endstand nach jeweils 40 Entscheidungen) | Länderwertungen (Endstand nach jeweils 40 Entscheidungen) | Länderwertungen (Endstand nach jeweils 40 Entscheidungen) | Länderwertungen (Endstand nach jeweils 40 Entscheidungen) | Länderwertungen (Endstand nach jeweils 40 Entscheidungen) | Länderwertungen (Endstand nach jeweils 40 Entscheidungen) | Länderwertungen (Endstand nach jeweils 40 Entscheidungen) |
| Liga 1 in Dublin (IRL)                                    | Liga 1 in Dublin (IRL)                                    | Liga 1 in Dublin (IRL)                                    | Liga 2 in Kaunas (LTU)                                    | Liga 2 in Kaunas (LTU)                                    | Liga 2 in Kaunas (LTU)                                    | Liga 3 in Banská Bystrica (SVK)                           | Liga 3 in Banská Bystrica (SVK)                           | Liga 3 in Banská Bystrica (SVK)                           |
| Platz                                                     | Land                                                      | Punkte                                                    | Platz                                                     | Land                                                      | Punkte                                                    | Platz                                                     | Land                                                      | Punkte                                                    |
| --------------------------------------------------------- | --------------------------------------------------------- | --------------------------------------------------------- | --------------------------------------------------------- | --------------------------------------------------------- | --------------------------------------------------------- | --------------------------------------------------------- | --------------------------------------------------------- | --------------------------------------------------------- |
| 01                                                        | Tschechien                                                | 351,5                                                     | 1                                                         | Slowenien                                                 | 213,0                                                     | 01                                                        | Slowakei                                                  | 536,0                                                     |
| 02                                                        | Schweden                                                  | 313,0                                                     | 2                                                         | Litauen                                                   | 210,0                                                     | 02                                                        | Lettland                                                  | 487,0                                                     |
| 03                                                        | Niederlande                                               | 299,0                                                     | 3                                                         | Serbien                                                   | 193,0                                                     | 03                                                        | Moldau                                                    | 445,0                                                     |
| 04                                                        | Rumänien                                                  | 298,5                                                     | 4                                                         | Kroatien                                                  | 179,5                                                     | 04                                                        | Island                                                    | 436,0                                                     |
| 05                                                        | Portugal                                                  | 269,0                                                     | 5                                                         | Dänemark                                                  | 172,5                                                     | 05                                                        | Luxemburg                                                 | 403,5                                                     |
| 06                                                        | Finnland                                                  | 235,5                                                     | 6                                                         | Österreich                                                | 162,0                                                     | 06                                                        | Bosnien und Herzegowina                                   | 357,0                                                     |
| 07                                                        | Irland                                                    | 242,0                                                     | 7                                                         | Zypern                                                    | 156,0                                                     | 07                                                        | Armenien                                                  | 306,0                                                     |
| 08                                                        | Ungarn                                                    | 227,0                                                     | 8                                                         | Israel                                                    | 151,0                                                     | 08                                                        | Georgien                                                  | 301,0                                                     |
| 09                                                        | Belgien                                                   | 224,5                                                     |                                                           |                                                           |                                                           | 09                                                        | Aserbaidschan                                             | 284,5                                                     |
| 10                                                        | Estland                                                   | 211,0                                                     |                                                           |                                                           |                                                           | 10                                                        | Montenegro                                                | 283,0                                                     |
| 11                                                        | Bulgarien                                                 | 208,0                                                     |                                                           |                                                           |                                                           | 11                                                        | Malta                                                     | 250,0                                                     |
| 12                                                        | Schweiz                                                   | 208,0                                                     |                                                           |                                                           |                                                           | 12                                                        | Nordmazedonien                                            | 194,5                                                     |
|                                                           |                                                           |                                                           |                                                           |                                                           |                                                           | 13                                                        | Andorra                                                   | 155,0                                                     |
|                                                           |                                                           |                                                           |                                                           |                                                           |                                                           | 14                                                        | AASSE                                                     | 133,5                                                     |
|                                                           |                                                           |                                                           |                                                           |                                                           |                                                           | 15                                                        | Albanien                                                  | 065,0                                                     |

 qualifiziert für die nächsthöhere Liga der kommenden Team-EM

 abgestiegen in die nächstniedrigere Liga der kommenden Team-EM

## Legende
Kurze Übersicht zur Bedeutung der Symbolik – so üblicherweise auch in sonstigen Veröffentlichungen verwendet:
| NR  | Nationaler Rekord                     |
| DNS | nicht am Start (did not start)        |
| DSQ | disqualifiziert                       |
| DOP | wegen Dopingvergehens disqualifiziert |
| NMH | keine Höhe (No Mark)                  |
| NMW | keine Weite (No Mark)                 |
| ogV | ohne gültigen Versuch                 |

## Superliga: Resultate der Einzeldisziplinen

### Männer

#### 100 m

##### Lauf 1
| Platz  | Athlet              | Land | Zeit (s) |
| ------ | ------------------- | ---- | -------- |
| 1 (01) | Jimmy Vicaut        | FRA  | 10,28    |
| 2 (02) | Jaysuma Saidy Ndure | NOR  | 10,37    |
| 3 (05) | Martin Keller       | GER  | 10,46    |
| 4 (06) | Richard Kilty       | GBR  | 10,51    |
| 5 (07) | Michael Tumi        | ITA  | 10,51    |
| 6 (11) | Ihor Bodrow         | UKR  | 10,63    |

In Klammern: Platzierung in der Gesamtwertung aus beiden Läufen
Datum: 22. Juni
Wind: −4,1 m/s

##### Lauf 2
| Platz  | Athlet                | Land | Zeit (s) |
| ------ | --------------------- | ---- | -------- |
| 1 (03) | Kamil Kryński         | POL  | 10,40    |
| 2 (04) | Alexander Brednew     | RUS  | 10,41    |
| 3 (08) | İzzet Safer           | TUR  | 10,52    |
| 4 (09) | Eduard Viles          | ESP  | 10,57    |
| 5 (10) | Efthímios Steryioúlis | GRC  | 10,59    |
| 6 (12) | Pavel Kanstantsiuk    | BLR  | 10,86    |

In Klammern: Platzierung in der Gesamtwertung aus beiden Läufen
Datum: 22. Juni
Wind: −0,5 m/s

#### 200 m

##### Lauf 1
| Platz | Athlet              | Land | Zeit (s) |
| ----- | ------------------- | ---- | -------- |
| 1 (1) | Christophe Lemaitre | FRA  | 20,27    |
| 2 (2) | Jaysuma Saidy Ndure | NOR  | 20,47    |
| 3 (4) | Daniel Talbot       | GBR  | 20,67    |
| 4 (5) | Davide Manent       | ITA  | 20,78    |
| 5 (6) | Sergio Ruiz         | ESP  | 20,79    |
| 6 (8) | Julian Reus         | GER  | 20,97    |

In Klammern: Platzierung in der Gesamtwertung aus beiden Läufen
Datum: 23. Juni
Wind: +2,4 m/s
Die Zeiten aus diesem Rennen waren aufgrund des um 0,4 m/s zu starken Rückenwinds nicht bestenlistenreif.

##### Lauf 2
| Platz  | Athlet                      | Land | Zeit (s) |
| ------ | --------------------------- | ---- | -------- |
| 1 (03) | Serhij Smelyk               | UKR  | 20,62    |
| 2 (06) | Lykourgos-Stefanos Tsakonas | GRC  | 20,79    |
| 3 (09) | Aljaksandr Linnik           | BLR  | 21,05    |
| 4 (10) | Alexander Kjutte            | RUS  | 21,10    |
| 5 (11) | Aykut Ay                    | TUR  | 21,84    |
| DSQ    | Karol Zalewski              | POL  |          |

In Klammern: Platzierung in der Gesamtwertung aus beiden Läufen
Datum: 23. Juni
Wind: +1,7 m/s

#### 400 m

##### Lauf 1
| Platz  | Athlet           | Land | Zeit (s) |
| ------ | ---------------- | ---- | -------- |
| 1 (01) | Wladimir Krasnow | RUS  | 45,69    |
| 2 (02) | Nigel Levine     | GBR  | 45,88    |
| 3 (03) | David Gollnow    | GER  | 45,90    |
| 4 (04) | Kacper Kozłowski | POL  | 46,52    |
| 5 (08) | Samuel García    | ESP  | 46,89    |
| 6 (10) | Marc Macédot     | FRA  | 47,13    |

In Klammern: Platzierung in der Gesamtwertung aus beiden Läufen
Datum: 22. Juni

##### Lauf 2
| Platz  | Athlet            | Land | Zeit (s) |
| ------ | ----------------- | ---- | -------- |
| 1 (05) | Matteo Galvan     | ITA  | 46,53    |
| 2 (06) | Yavuz Can         | TUR  | 46,70    |
| 3 (07) | Pétros Kiriakídis | GRC  | 46,73    |
| 4 (08) | Jewhen Huzol      | UKR  | 46,89    |
| 5 (12) | Andreas Roth      | NOR  | 47,46    |
| DSQ    | Maksim Lipauka    | BLR  |          |

In Klammern: Platzierung in der Gesamtwertung aus beiden Läufen
Datum: 22. Juni

#### 800 m
| Platz | Athlet                 | Land | Zeit (min) |
| ----- | ---------------------- | ---- | ---------- |
| 01    | Adam Kszczot           | POL  | 1:47,27    |
| 02    | İlham Tanui Özbilen    | TUR  | 1:47,39    |
| 03    | Andrew Osagie          | GBR  | 1:47,41    |
| 04    | Pierre-Ambroise Bosse  | FRA  | 1:47,56    |
| 05    | Giordano Benedetti     | ITA  | 1:48,09    |
| 06    | Andreas Lange          | GER  | 1:48,40    |
| 07    | Kevin López            | ESP  | 1:48,71    |
| 08    | Viktor Tyumentsev      | UKR  | 1:48,96    |
| 09    | Thomas Roth            | NOR  | 1:49,43    |
| 10    | Konstadinos Nakopoulos | GRC  | 1:49,95    |
| 11    | Iwan Nesterow          | RUS  | 1:50,27    |
| DOP   | Anis Ananenka          | BLR  | 1:48,42    |

Datum: 23. Juni
Der zunächst siebtplatzierte belarussische Läufer Anis Ananenka wurde wegen mehrerer Verstöße gegen die Antidopingbestimmungen disqualifiziert. Bei nachträglichen Analysen der Dopingproben von den Olympischen Spielen 2012 war er positiv auf Dehydrochlormethyltestosteron getestet worden. Bei den Halleneuropameisterschaften 2013 hatte er die verbotene Substanz GW1516 eingesetzt und wurde mit einer Wettkampfsperre von vier Jahren belegt. Seine vom ersten Dopingbetrug bis zum Ende der Sperre erzielten Resultate wurden ihm aberkannt. Der Athlet war hier auch mit der 4-mal-400-Meter-Staffel, die den zwölften und letzten Platz belegte, am Start. Auch die Staffel wurde disqualifiziert.

#### 1500 m
| Platz | Athlet                | Land | Zeit (min) |
| ----- | --------------------- | ---- | ---------- |
| 01    | İlham Tanui Özbilen   | TUR  | 3:38,57    |
| 02    | Charlie Da’Vall Grice | GBR  | 3:39,76    |
| 03    | Marcin Lewandowski    | POL  | 3:39,82    |
| 04    | Carsten Schlangen     | GER  | 3:39,95    |
| 05    | Adel Mechaal          | ESP  | 3:40,58    |
| 06    | Jegor Nikolajew       | RUS  | 3:41,80    |
| 07    | Oleksandr Borysyuk    | UKR  | 3:42,41    |
| 08    | Andreas Dimitrakis    | GRC  | 3:43,23    |
| 09    | Simon Denissel        | FRA  | 3:43,68    |
| 10    | Merihun Crespi        | ITA  | 3:43,92    |
| 11    | Vegard Ølstad         | NOR  | 3:44,08    |
| 12    | Maxim Juschtschanka   | BLR  | 3:44,32    |

Datum: 22. Juni

#### 3000 m
| Platz | Athlet                 | Land | Zeit (min) |
| ----- | ---------------------- | ---- | ---------- |
| 01    | Bouabdellah Tahri      | FRA  | 8:05,31    |
| 02    | Halil Akkaş            | TUR  | 8:05,50    |
| 03    | Walentin Smirnow       | RUS  | 8:05,77    |
| 04    | Oleksandr Borysyuk     | UKR  | 8:05,88    |
| 05    | Richard Ringer         | GER  | 8:05,89    |
| 06    | Krzysztof Żebrowski    | POL  | 8:06,13    |
| 07    | David Bishop           | GBR  | 8:06,18    |
| 08    | Arturo Casado          | ESP  | 8:06,19    |
| 09    | Daniele Meucci         | ITA  | 8:06,46    |
| 10    | Siarhei Platonau       | BLR  | 8:06,50    |
| 11    | Hans Kristian Fløystad | NOR  | 8:16,43    |
| 12    | Konstadinos Gelaouzos  | GRC  | 8:24,79    |

Datum: 23. Juni

#### 5000 m
| 01 | Mo Farah                | GBR | 14:10,00 |
| 02 | Bouabdellah Tahri       | FRA | 14:12,91 |
| 03 | Kemal Koyuncu           | TUR | 14:14,18 |
| 04 | Mykola Labovskyy        | UKR | 14:14,50 |
| 05 | Łukasz Parszczyński     | POL | 14:14,68 |
| 06 | Arne Gabius             | GER | 14:14,91 |
| 07 | Stefano La Rosa         | ITA | 14:15,51 |
| 08 | Alemayehu Bezabeh       | ESP | 14:17,72 |
| 09 | Jewgeni Rybakow         | RUS | 14:19,72 |
| 10 | Siarhei Platonau        | BLR | 14:25,82 |
| 11 | Asbjørn Ellefsen Persen | NOR | 14:30,28 |
| 12 | Dímos Maggínas          | GRC | 14:34,74 |

Datum: 22. Juni

#### 110 m Hürden

##### Lauf 1
| Platz | Athlet                  | Land | Zeit (s) |
| ----- | ----------------------- | ---- | -------- |
| 1 (1) | Sergei Schubenkow       | RUS  | 13,19    |
| 2 (2) | Pascal Martinot-Lagarde | FRA  | 13,28    |
| 3 (3) | Artur Noga              | POL  | 13,33    |
| 4 (4) | Konstandinos Douvalidis | GRC  | 13,45    |
| 5 (5) | William Sharman         | GBR  | 13,46    |
| 6 (7) | Erik Balnuweit          | GER  | 13,58    |

In Klammern: Platzierung in der Gesamtwertung aus beiden Läufen
Datum: 23. Juni
Wind: +2,4 m/s
Die in diesem Rennen erzielten Zeiten waren wegen des um 0,4 m/s zu starken Rückenwinds nicht bestenlistenreif.

##### Lauf 2
| Platz  | Athlet             | Land | Zeit (s) |
| ------ | ------------------ | ---- | -------- |
| 1 (06) | Emanuele Abate     | ITA  | 13,49    |
| 2 (08) | Maksim Lynsha      | BLR  | 13,76    |
| 3 (09) | Jackson Quiñónez   | ESP  | 13,88    |
| 4 (10) | Vladimir Vukicevic | NOR  | 14,05    |
| 5 (11) | Serhiy Kopanayko   | UKR  | 14,05    |
| 6 (12) | Mustafa Güneş      | TUR  | 14,63    |

In Klammern: Platzierung in der Gesamtwertung aus beiden Läufen
Datum: 23. Juni
Wind: +1,3 m/s

#### 400 m Hürden

##### Lauf 1
| Platz | Athlet               | Land | Zeit (s) |
| ----- | -------------------- | ---- | -------- |
| 1 (1) | Silvio Schirrmeister | GER  | 49,15    |
| 2 (2) | David Greene         | GBR  | 49,39    |
| 3 (3) | Mickaël François     | FRA  | 49,79    |
| 4 (5) | Leonardo Capotosti   | ITA  | 50,30    |
| 5 (7) | Diego Cabello        | ESP  | 50,87    |
| 6 (8) | Iwan Schabljujew     | RUS  | 50,93    |

In Klammern: Platzierung in der Gesamtwertung aus beiden Läufen
Datum: 22. Juni

##### Lauf 2
| Platz  | Athlet               | Land | Zeit (s) |
| ------ | -------------------- | ---- | -------- |
| 1 (04) | Øyvind Kjerpeset     | NOR  | 49,98 NR |
| 2 (06) | Michał Pietrzak      | POL  | 50,84000 |
| 3 (09) | Periklis Iakovakis   | GRC  | 51,11000 |
| 4 (10) | Denys Netschyporenko | UKR  | 51,26000 |
| 5 (11) | Mikita Yakauleu      | BLR  | 51,77000 |
| 6 (12) | Enes Ünsal           | TUR  | 53,25000 |

In Klammern: Platzierung in der Gesamtwertung aus beiden Läufen
Datum: 22. Juni

#### 3000 m Hindernis
| Platz | Athlet              | Land | Zeit (min) |
| ----- | ------------------- | ---- | ---------- |
| 01    | Tarık Langat Akdağ  | TUR  | 8:36,25    |
| 02    | Abdelaziz Merzoughi | ESP  | 8:37,22    |
| 03    | Yoann Kowal         | FRA  | 8:38,76    |
| 04    | Nikolai Tschawkin   | RUS  | 8:44,54    |
| 05    | Steffen Uliczka     | GER  | 8:45,94    |
| 06    | Wadym Slobodenjuk   | UKR  | 8:47,63    |
| 07    | Yuri Floriani       | ITA  | 8:50,63    |
| 08    | Krystian Zalewsk    | POL  | 8:51,50    |
| 09    | Illia Slavinski     | BLR  | 8:55,20    |
| 10    | Harald Kårbø        | NOR  | 9:01,74    |
| 11    | Rob Mullett         | GBR  | 9:18,75    |
| 12    | Ilías Kasios        | GRC  | 9:53,67    |

Datum: 23. Juni

#### 4 × 100 m Staffel

##### Lauf 1
| Platz | Besetzung      | Land                                                                    | Zeit (s) |
| ----- | -------------- | ----------------------------------------------------------------------- | -------- |
| 1 (1) | Großbritannien | Adam Gemili Harry Aikines-Aryeetey James Ellington James Dasaolu        | 38,39    |
| 2 (2) | Deutschland    | Roy Schmidt Sven Knipphals Julian Reus Martin Keller                    | 38,69    |
| 3 (3) | Polen          | Artur Zaczek Grzegorz Zimniewicz Karol Zalewski Kamil Kryński           | 38,71    |
| 4 (4) | Frankreich     | Emmanuel Biron Christophe Lemaitre Jeffrey John Jimmy Vicaut            | 38,84    |
| 5 (6) | Ukraine        | Ruslan Perestjuk Serhij Smelyk Ihor Bodrow Witalij Korsch               | 39,11    |
| 6 (7) | Russland       | Alexander Brednew Konstantin Petrjaschow Roman Smirnow Alexander Kjutte | 39,26    |

In Klammern: Platzierung in der Gesamtwertung aus beiden Läufen
Datum: 22. Juni

##### Lauf 2
| Platz  | Besetzung    | Land                                                                                           | Zeit (s) |
| ------ | ------------ | ---------------------------------------------------------------------------------------------- | -------- |
| 1 (05) | Italien      | Michael Tumi Jacques Riparelli Davide Manenti Fabio Cerutti                                    | 39,05    |
| 2 (08) | Spanien      | Eduard Viles Sergio Ruiz Bruno Hortelano Adrià Burriel                                         | 39,28    |
| 3 (09) | Türkei       | İsmail Aslan Ferhat Altunkalem Hakan Karacaoğlu İzzet Safer                                    | 40,36    |
| 4 (10) | Griechenland | Panayiótis Andreádis Lykourgos-Stefanos Tsakonas Konstandinos Douvalidis Efthímios Steryioúlis | 40,39    |
| DSQ    | Belarus      | Viktar Rabau Aljaksandr Linnik Ilya Sirotsiuk Pavel Kanstantsiuk                               |          |
| DSQ    | Norwegen     | Nikolai Bjerkan Peter Osazuwa Alexander Karlsson Thomas Wiborg                                 |          |

In Klammern: Platzierung in der Gesamtwertung aus beiden Läufen
Datum: 22. Juni

#### 4 × 400 m Staffel

##### Lauf 1
| Platz | Besetzung      | Land                                                             | Zeit (min) |
| ----- | -------------- | ---------------------------------------------------------------- | ---------- |
| 1 (1) | Großbritannien | Michael Bingham Conrad Williams Rhys Williams Richard Buck       | 3:05,37    |
| 2 (2) | Russland       | Aleksej Kenig Radel Kaschewrazow Dmitri Burjak Wladimir Krasnow  | 3:06,09    |
| 3 (3) | Polen          | Marcin Marciniszyn Rafał Omelko Michał Pietrzak Kacper Kozłowski | 3:06,18    |
| 4 (4) | Deutschland    | David Gollnow Eric Krüger Miguel Rigau Jonas Plass               | 3:06,53    |
| 5 (5) | Frankreich     | Marc Macédot Mame-Ibra Anne Toumane Coulibaly Yoan Décimus       | 3:07,18    |
| 6 (8) | Ukraine        | Jewhen Huzol Myhaylo Knysh Witalij Butrym Volodymyr Burakov      | 3:10,46    |

In Klammern: Platzierung in der Gesamtwertung aus beiden Läufen
Datum: 23. Juni

##### Lauf 2
| Platz  | Besetzung    | Land                                                                           | Zeit (min) |
| ------ | ------------ | ------------------------------------------------------------------------------ | ---------- |
| 1 (06) | Italien      | Michele Tricca Lorenzo Valentini Isalbet Juarez Matteo Galvan                  | 3:07,49    |
| 2 (07) | Spanien      | Roberto Briones Mark Ujakpor Bruno Hortelano Samuel García                     | 3:07,54    |
| 3 (09) | Griechenland | Pétros Kiriakídis Dimítrios Grávalos Athanásios Chatzidimitríou Ioánnis Loulás | 3:10,10    |
| 4 (10) | Türkei       | Mehmet Güzel Buğrahan Kocabeyoğlu Halit Kılıç Yavuz Can                        | 3:13,10    |
| 5 (11) | Norwegen     | Sondre Nyvold Lid Øyvind Kjerpeset Mauritz Kåshagen Andreas Roth               | 3:13,36    |
| DOP    | Belarus      | Mikita Yakauleu Anis Ananenka Pavel Kanstantsiuk Aljaksandr Linnik             | 3:14,95    |

In Klammern: Platzierung in der Gesamtwertung aus beiden Läufen
Datum: 23. Juni
Die auf dem zwölften und letzten Platz eingelaufene belarussische Staffel wurde disqualifiziert, weil mit Anis Ananenka einer ihrer Läufer mehrfach gegen die Antidopingbestimmungen verstoßen hatte. Bei nachträglichen Analysen seiner Dopingproben von den Olympischen Spielen 2012 war er positiv auf Dehydrochlormethyltestosteron getestet worden. Bei den Halleneuropameisterschaften 2013 hatte er die verbotene Substanz GW1516 eingesetzt und wurde mit einer Wettkampfsperre von vier Jahren belegt. Seine vom ersten Dopingbetrug bis zum Ende der Sperre erzielten Resultate wurden ihm aberkannt. Der Athlet war hier auch über 800 Meter, am Start. Sein dort erzielter siebter Rang wurde ihm ebenfalls aberkannt.

#### Hochsprung
| Platz | Athlet                 | Land | Höhe (m) |
| ----- | ---------------------- | ---- | -------- |
| 01    | Bohdan Bondarenko      | UKR  | 2,28     |
| 02    | Mickaël Hanany         | FRA  | 2,28     |
| 03    | Robert Grabarz         | GBR  | 2,24     |
| 04    | Silvano Chesani        | ITA  | 2,24     |
| 05    | Martin Günther         | GER  | 2,20     |
| 06    | Alexei Dmitrik         | RUS  | 2,20     |
| 07    | Szymon Kiecana         | POL  | 2,15     |
| 08    | Adonios Mastoras       | GRC  | 2,15     |
| 09    | Andrej Tschuryla       | BLR  | 2,15     |
| 09    | Miguel Ángel Sancho    | ESP  | 2,15     |
| 11    | Ivan Kristoffer Nilsen | NOR  | 2,10     |
| 12    | Serhat Birinci         | TUR  | 2,10     |

Datum: 22. Juni

#### Stabhochsprung
| Platz | Athlet                  | Land | Höhe (m) |
| ----- | ----------------------- | ---- | -------- |
| 01    | Renaud Lavillenie       | FRA  | 5,77     |
| 02    | Giuseppe Gibilisco      | ITA  | 5,60     |
| 03    | Björn Otto              | GER  | 5,50     |
| 04    | Robert Sobera           | POL  | 5,50     |
| 05    | Iwan Jerjomin           | UKR  | 5,50     |
| 06    | Konstandinos Filippidis | GRC  | 5,40     |
| 07    | Igor Bychkov            | ESP  | 5,20     |
| 07    | Alexander Gripitsch     | RUS  | 5,20     |
| 09    | Andrew Sutcliffe        | GBR  | 5,20     |
| 10    | Eirik Greibrokk Dolve   | NOR  | 5,20     |
| NMH   | Stanislau Tsivonchyk    | BLR  | ogV      |

Datum: 23. Juni
In diesem Wettbewerb war kein Vertreter für die Türkei am Start.

#### Weitsprung
| Platz | Athlet           | Land | Weite (m) |
| ----- | ---------------- | ---- | --------- |
| 01    | Alexander Menkow | RUS  | 8,36      |
| 02    | Louis Tsatoumas  | GRC  | 8,12      |
| 03    | Greg Rutherford  | GBR  | 8,02      |
| 04    | Christian Reif   | GER  | 7,94      |
| 05    | Jean Marie Okutu | ESP  | 7,88      |
| 06    | Taras Neledva    | UKR  | 7,80      |
| 07    | Salim Sdiri      | FRA  | 7,55      |
| 08    | Tomasz Jaszczuk  | POL  | 7,53      |
| 09    | Jonas Mögenburg  | NOR  | 7,50      |
| 10    | Camillo Kaborè   | ITA  | 7,39      |
| 11    | Alper Kulaksız   | TUR  | 7,29      |
| 12    | Vadim Malenkov   | BLR  | 7,18      |

Datum: 22. Juni

#### Dreisprung
| Platz | Athlet            | Land | Weite (m) |
| ----- | ----------------- | ---- | --------- |
| 01    | Alexei Fjodorow   | RUS  | 16,70     |
| 02    | Teddy Tamgho      | FRA  | 16,62     |
| 03    | Nathan Douglas    | GBR  | 16,45     |
| 04    | Dimitris Tsiamis  | GRC  | 16,30     |
| 05    | Wiktor Kusnjezow  | UKR  | 16,25     |
| 06    | Fabrizio Schembri | ITA  | 16,24     |
| 07    | Karol Hoffmann    | POL  | 16,08     |
| 08    | Vicente Docavo    | ESP  | 15,82     |
| 09    | Aliaksei Tsapik   | BLR  | 15,55     |
| 10    | Aşkin Karaca      | TUR  | 15,51     |
| 11    | Manuel Ziegler    | GER  | 15,46     |
| 12    | Sindre Almsengen  | NOR  | 15,21     |

Datum: 23. Juni

#### Kugelstoßen
| Platz | Athlet                | Land | Weite (m) |
| ----- | --------------------- | ---- | --------- |
| 01    | David Storl           | GER  | 20,47     |
| 02    | Tomasz Majewski       | POL  | 20,29     |
| 03    | Alexander Lesnoi      | RUS  | 20,27     |
| 04    | Borja Vivas           | ESP  | 19,53     |
| 05    | Hüseyin Atıcı         | TUR  | 19,33     |
| 06    | Pawel Lyschyn         | BLR  | 19,02     |
| 07    | Mihaíl Stamatóyiannis | GRC  | 18,80     |
| 08    | Tumatai Dauphin       | FRA  | 18,62     |
| 09    | Zane Duquemin         | GBR  | 18,50     |
| 10    | Wiktor Samoljuk       | UKR  | 18,07     |
| 11    | Marco Dodoni          | ITA  | 16,73     |
| 12    | Stian Andersen        | NOR  | 16,05     |

Datum: 22. Juni

#### Diskuswurf
| Platz | Athlet              | Land | Weite (m) |
| ----- | ------------------- | ---- | --------- |
| 01    | Robert Harting      | GER  | 64,25     |
| 02    | Mario Pestano       | ESP  | 61,34     |
| 03    | Ercüment Olgundeniz | TUR  | 61,32     |
| 04    | Piotr Małachowski   | POL  | 59,68     |
| 05    | Brett Morse         | GBR  | 59,45     |
| 06    | Fredrik Amundgård   | NOR  | 58,05     |
| 07    | Giovanni Faloci     | ITA  | 58,02     |
| 08    | Pawel Lyschyn       | BLR  | 56,24     |
| 09    | Mykyta Nesterenko   | UKR  | 55,34     |
| 10    | Yeóryios Trémos     | GRC  | 53,51     |
| 11    | Wiktor Butenko      | RUS  | 51,96     |
| 12    | Lolassonn Djouhan   | FRA  | 50,17     |

Datum: 23. Juni

#### Hammerwurf
| Platz | Athlet               | Land | Weite (m) |
| ----- | -------------------- | ---- | --------- |
| 01    | Paweł Fajdek         | POL  | 77,00     |
| 02    | Markus Esser         | GER  | 76,32     |
| 03    | Quentin Bigot        | FRA  | 75,22     |
| 04    | Juryj Schajunou      | BLR  | 73,95     |
| 05    | Nicola Vizzoni       | ITA  | 71,29     |
| 06    | Eivind Henriksen     | NOR  | 71,24     |
| 07    | Javier Cienfuegos    | ESP  | 70,65     |
| 08    | Yevhen Vynohradov    | UKR  | 70,47     |
| 09    | Mark Dry             | GBR  | 68,30     |
| 10    | Michalis Anastasakis | GRC  | 62,60     |
| DOP   | Eşref Apak           | TUR  | 76,29     |
| DOP   | Sergei Litwinow      | RUS  | 74,17     |

Datum: 22. Juni
In diesem Wettbewerb gab es nachträglich zwei dopingbedingte Disqualifikationen:
- Der zunächst drittplatzierte türkische Olympiazweite von 2004 Eşref Apak wurde nach einer positiven Dopingprobe vom 8. Juni 2013 zusammen mit dreißig weiteren türkischen Athleten für zwei Jahre bis zum 15. Juni 2015 gesperrt. Unter anderem sein hier erzieltes Resultat wurde annulliert.[4] Der Athlet fiel damit bereits zum zweiten Mal durch eine positive Dopingprobe auf.[5]
- Der zunächst fünftplatzierte Russe Sergei Litwinow wurde am 14. Juli 2012 positiv getestet, was ihm eine zweijährige Wettkampfsperre einbrachte. Seine seit der positiven Probe bis 25. Februar 2016 erzielten Resultate wurden annulliert.[6]

#### Speerwurf
| Platz | Athlet                  | Land | Weite (m) |
| ----- | ----------------------- | ---- | --------- |
| 01    | Dmitri Tarabin          | RUS  | 85,99     |
| 02    | Thomas Röhler           | GER  | 83,31     |
| 03    | Roman Avramenko         | UKR  | 81,74     |
| 04    | Andreas Thorkildsen     | NOR  | 80,48     |
| 05    | Łukasz Grzeszczuk       | POL  | 78,36     |
| 06    | Uladzimir Kazlou        | BLR  | 77,44     |
| 07    | Spirídon Lebésis        | GRC  | 75,48     |
| 08    | Lee Doran               | GBR  | 73,77     |
| 09    | Jordi Sánchez Fernández | ESP  | 71,32     |
| 10    | Fatih Avan              | TUR  | 71,12     |
| 11    | Norbert Bonvecchio      | ITA  | 70,16     |
| 12    | Killian Durechou        | FRA  | 67,30     |

Datum: 23. Juni

### Frauen

#### 100 m

##### Lauf 1
| Platz | Athletin            | Land | Zeit (s) |
| ----- | ------------------- | ---- | -------- |
| 1 (1) | Olessja Powch       | UKR  | 11,51    |
| 2 (3) | Tatjana Pinto       | GER  | 11,72    |
| 3 (4) | Jekaterina Kusina   | RUS  | 11,73    |
| 4 (5) | Asha Philip         | GBR  | 11,78    |
| 5 (7) | Ezinne Okparaebo    | NOR  | 11,88    |
| 6 (8) | Kazjaryna Hantschar | BLR  | 11,89    |

In Klammern: Platzierung in der Gesamtwertung aus beiden Läufen
Datum: 22. Juni
Wind: −4,3 m/s

##### Lauf 2
| Platz  | Athletin                | Land | Zeit (s) |
| ------ | ----------------------- | ---- | -------- |
| 1 (02) | Myriam Soumaré          | FRA  | 11,66    |
| 2 (06) | Marika Popowicz-Drapała | POL  | 11,83    |
| 3 (09) | Nimet Karakuş           | TUR  | 11,94    |
| 4 (10) | Estela García           | ESP  | 11,95    |
| 5 (11) | Ilenia Draisci          | ITA  | 12,08    |
| 6 (12) | Georgia Kokloni         | GRC  | 12,22    |

In Klammern: Platzierung in der Gesamtwertung aus beiden Läufen
Datum: 22. Juni
Wind: −4,6 m/s

#### 200 m

##### Lauf 1
| Platz | Athletin                | Land | Zeit (s) |
| ----- | ----------------------- | ---- | -------- |
| 1 (1) | Marija Rjemjen          | UKR  | 22,80    |
| 2 (2) | Myriam Soumaré          | FRA  | 23,05    |
| 3 (3) | Anyika Onuora           | GBR  | 23,12    |
| 4 (4) | Libania Grenot          | ITA  | 23,29    |
| 5 (5) | Marika Popowicz-Drapała | POL  | 23,58    |
| 6 (8) | Julia Kazura            | RUS  | 23,87    |

In Klammern: Platzierung in der Gesamtwertung aus beiden Läufen
Datum: 23. Juni
Wind: +0,7 m/s

##### Lauf 2
| Platz  | Athletin                     | Land | Zeit (s) |
| ------ | ---------------------------- | ---- | -------- |
| 1 (05) | Estela García                | ESP  | 23,58    |
| 2 (07) | Inna Weit                    | GER  | 23,62    |
| 3 (09) | Nimet Karakuş                | TUR  | 23,88    |
| 4 (10) | Kazjaryna Hantschar          | BLR  | 24,10    |
| 5 (11) | Folake Akinyemi              | NOR  | 24,27    |
| DSQ    | Grigoria-Emmanouela Keramida | GRC  |          |

In Klammern: Platzierung in der Gesamtwertung aus beiden Läufen
Datum: 23. Juni
Wind: +1,7 m/s

#### 400 m

##### Lauf 1
| Platz | Athletin             | Land | Zeit (s) |
| ----- | -------------------- | ---- | -------- |
| 1 (1) | Perri Shakes-Drayton | GBR  | 50,50    |
| 2 (2) | Xenija Sadorina      | RUS  | 51,07    |
| 3 (3) | Marie Gayot          | FRA  | 51,54    |
| 4 (4) | Libania Grenot       | ITA  | 51,84    |
| 5 (5) | Aauri Bokesa         | ESP  | 52,50    |
| 6 (6) | Olha Semljak         | UKR  | 52,59    |

In Klammern: Platzierung in der Gesamtwertung aus beiden Läufen
Datum: 22. Juni

##### Lauf 2
| Platz  | Athletin               | Land | Zeit (s) |
| ------ | ---------------------- | ---- | -------- |
| 1 (07) | Justyna Święty-Ersetic | POL  | 52,79    |
| 2 (08) | Esther Cremer          | GER  | 52,95    |
| 3 (09) | Ilona Ussowitsch       | BLR  | 53,20    |
| 4 (10) | Line Kloster           | NOR  | 53,33    |
| 5 (11) | Birsen Engin           | TUR  | 54,07    |
| 6 (12) | Agní Dervéni           | GRC  | 56,32    |

In Klammern: Platzierung in der Gesamtwertung aus beiden Läufen
Datum: 22. Juni

#### 800 m
| Platz | Athletin             | Land | Zeit (min) |
| ----- | -------------------- | ---- | ---------- |
| 01    | Jessica Judd         | GBR  | 2:00,82    |
| 02    | Olha Ljachowa        | UKR  | 2:02,30    |
| 03    | Maryna Arsamassawa   | BLR  | 2:02,45    |
| 04    | Angelika Cichocka    | POL  | 2:04,00    |
| 05    | Clarisse Moh         | FRA  | 2:04,17    |
| 06    | Marta Milani         | ITA  | 2:04,17    |
| 07    | Annett Horna         | GER  | 2:04,92    |
| 08    | Trine Mjåland        | NOR  | 2:06,27    |
| 09    | Tuğba Karakaya       | TUR  | 2:06,53    |
| 10    | María Kládou         | GRC  | 2:07,04    |
| 11    | Khadija Rahmouni     | ESP  | 2:07,65    |
| DOP   | Jekaterina Scharmina | RUS  | 2:00,86    |

Datum: 22. Juni
Die zunächst zweitplatzierte Russin Jekaterina Scharmina wurde aufgrund von unerlaubten Abweichungen in ihrem Biologischen Pass von Juni 2011 für drei Jahre gesperrt und ihre Resultate aus dem betreffenden Zeitraum wurden ihr aberkannt. Gleich anschließend wurde sie positiv getestet und wurde daraufhin für weitere vier Jahre vom Wettkampfsport ausgeschlossen. Auch ihr hier über 1500 Meter erzielter Sieg wurde annulliert.

#### 1500 m
| Platz | Athletin             | Land | Zeit (min) |
| ----- | -------------------- | ---- | ---------- |
| 01    | Isabel Macías        | ESP  | 4:09,95    |
| 02    | Renata Pliś          | POL  | 4:10,73    |
| 03    | Margherita Magnani   | ITA  | 4:11,01    |
| 04    | Hannah England       | GBR  | 4:11,02    |
| 05    | Olena Zhushman       | UKR  | 4:11,77    |
| 06    | Elina Sujew          | GER  | 4:13,27    |
| 07    | Tuğba Karakaya       | TUR  | 4:14,95    |
| 08    | Laurane Picoche      | FRA  | 4:18,09    |
| 09    | Sofía Pitoúli        | GRC  | 4:20,29    |
| 10    | Ingeborg Løvnes      | NOR  | 4:25,87    |
| DOP   | Jekaterina Scharmina | RUS  | 4:08,86    |
| DOP   | Natallja Karejwa     | BLR  | 4:15,43    |

Datum: 23. Juni
In diesem Wettbewerb gab es zwei Dopingfälle:
- Die zunächst siegreiche Russin Jekaterina Scharmina wurde aufgrund von unerlaubten Abweichungen in ihrem Biologischen Pass von Juni 2011 für drei Jahre gesperrt und ihre Resultate aus dem betreffenden Zeitraum wurden ihr aberkannt. Gleich anschließend wurde sie positiv getestet und wurde daraufhin für weitere vier Jahre vom Wettkampfsport ausgeschlossen. Auch ihr hier erzielter zweiter Platz über 800 Meter wurde annulliert.[7]
- Die zunächst neuntplatzierte Belarussin Natallja Karejwa wurde nach Anomalien in ihrem Biologischen Pass, festgestellt für den 28. Juli 2010, mit einer Sperre von zwei Jahren beginnend am 22. August 2014 belegt. Unter anderem ihr hier erzieltes Ergebnis wurde gestrichen.[8]

#### 3000 m
| Platz | Athletin                | Land | Zeit (min) |
| ----- | ----------------------- | ---- | ---------- |
| 01    | Jelena Korobkina        | RUS  | 9:01,45    |
| 02    | Laura Weightman         | GBR  | 9:03,11    |
| 03    | Iris María Fuentes-Pila | ESP  | 9:03,20    |
| 04    | Corinna Harrer          | GER  | 9:03,55    |
| 05    | Renata Pliś             | POL  | 9:04,46    |
| 06    | Silvia Weissteiner      | ITA  | 9:05,58    |
| 07    | Christine Bardelle      | FRA  | 9:09,36    |
| 08    | Esma Aydemir            | TUR  | 9:11,28    |
| 09    | Yana Yanosh             | UKR  | 9:25,44    |
| 10    | Anastasía Karakatsáni   | GRC  | 9:34,03    |
| 11    | Nastassia Staravoitava  | BLR  | 9:37,34    |
| 12    | Veronika Brennhovd Blom | NOR  | 9:40,97    |

Datum: 22. Juni

#### 5000 m
| Platz | Athletin                  | Land | Zeit (min) |
| ----- | ------------------------- | ---- | ---------- |
| 01    | Olga Golowkina            | RUS  | 15:32,45   |
| 02    | Emelia Gorecka            | GBR  | 15:40,52   |
| 03    | Sabrina Mockenhaupt       | GER  | 15:40,94   |
| 04    | Judith Plá                | ESP  | 15:41,70   |
| 05    | Elena Romagnolo           | ITA  | 15:43,11   |
| 06    | Sophie Duarte             | FRA  | 15:46,01   |
| 07    | Dominika Nowakowska       | POL  | 15:47,81   |
| 08    | Karoline Bjerkeli Grøvdal | NOR  | 15:48,21   |
| 09    | Esma Aydemir              | TUR  | 15:50,05   |
| 10    | Wiktorija Pohorjelska     | UKR  | 15:53,21   |
| 11    | Ourania Rebouli           | GRC  | 16:26,66   |
| 12    | Iryna Padabed             | BLR  | 16:28,73   |

Datum: 23. Juni

#### 100 m Hürden

##### Lauf 1
| Platz | Athletin            | Land | Zeit (s) |
| ----- | ------------------- | ---- | -------- |
| 1 (1) | Tiffany Porter      | GBR  | 12,62    |
| 2 (2) | Tatjana Dektjarjowa | RUS  | 12,88    |
| 3 (3) | Hanna Plotizyna     | UKR  | 12,91    |
| 4 (4) | Veronica Borsi      | ITA  | 13,01    |
| 5 (5) | Alina Talaj         | BLR  | 13,02    |
| DOP   | Alice Decaux        | FRA  | 12,94    |

In Klammern: Platzierung in der Gesamtwertung aus beiden Läufen
Datum: 23. Juni
Wind: +2,6 m/s
Die in diesem Rennen erzielten Zeiten waren wegen des um 0,6 m/s zu starken Rückenwinds nicht bestenlistenreif.
Die zunächst viertplatzierte Französin Alice Decaux wurde hier in Gateshead positiv auf verbotene Amphetamine getestet. Die Athletin wurde einen Tag vor den Weltmeisterschaften 2013 für sechs Monate gesperrt. Ihr hier erzieltes Resultat wurde gestrichen. Die Sportlerin gab an, ein Nahrungsergänzungsmittel ohne ärztliche Rücksprache zu sich genommen zu haben.

##### Lauf 2
| Platz  | Athletin          | Land | Zeit (s) |
| ------ | ----------------- | ---- | -------- |
| 1 (06) | Nadine Hildebrand | GER  | 13,11    |
| 2 (07) | Isabelle Pedersen | NOR  | 13,23    |
| 3 (08) | Caridad Jerez     | ESP  | 13,24    |
| 4 (09) | Olympia Petsoudi  | GRC  | 13,39    |
| 5 (10) | Karolina Kołeczek | POL  | 14,04    |
| 6 ()   | Sema Apak         | TUR  | 14,31    |

In Klammern: Platzierung in der Gesamtwertung aus beiden Läufen
Datum: 23. Juni
Wind: +1,9 m/s

#### 400 m Hürden

##### Lauf 1
| Platz | Athletin           | Land | Zeit (s) |
| ----- | ------------------ | ---- | -------- |
| 1 (1) | Eilidh Child       | GBR  | 54,42    |
| 2 (2) | Anna Jaroschtschuk | UKR  | 55,27    |
| 3 (3) | Wera Rudakowa      | RUS  | 56,20    |
| 4 (4) | Jennifer Rockwell  | GBR  | 56,32    |
| 5 (7) | Christiane Klopsch | GER  | 58,00    |
| DOP   | Elif Yıldırım      | TUR  | 57,07    |

In Klammern: Platzierung in der Gesamtwertung aus beiden Läufen
Datum: 22. Juni
Die zunächst fünftplatzierte Türkin Elif Yıldırım wurde nach dem Rücktritt des türkischen Leichtathletikverbandspräsidenten Mehmet Terzi auf der Grundlage einer positiven Dopingprobe vom 8. Juni 2013 zusammen mit dreißig weiteren türkischen Athleten gesperrt. Die Dauer ihrer Sperre durch den türkischen Leichtathletikverband wurde auf zwei Jahre festgelegt und endete am 25. Juni 2015. Alle ihre seit der positiven Probe bis zum Ende der Sperre erzielten Resultate wurden annulliert. Dazu gehörte neben ihrem fünften Platz über 400 Meter Hürden auch der neunte Rang der türkischen 4-mal-400-Meter-Staffel.

##### Lauf 2
| Platz  | Athletin             | Land | Zeit (s) |
| ------ | -------------------- | ---- | -------- |
| 1 (05) | Phara Anacharsis     | FRA  | 57,43    |
| 2 (06) | Joanna Linkiewicz    | POL  | 57,73    |
| 3 (08) | Laura Sotomayor      | ESP  | 58,06    |
| 4 (09) | Stine Tomb           | NOR  | 58,55    |
| 5 (10) | Hristína Hantzí-Neag | GRC  | 59,26    |
| 6 (11) | Maryna Boika         | BLR  | 60,02    |

In Klammern: Platzierung in der Gesamtwertung aus beiden Läufen
Datum: 22. Juni

#### 3000 m Hindernis
| Platz | Athlet                | Land | Zeit (min) |
| ----- | --------------------- | ---- | ---------- |
| 01    | Natalya Aristarkhova  | RUS  | 09:30,64   |
| 02    | Walentyna Schudina    | UKR  | 09:34,90   |
| 03    | Antje Möldner-Schmidt | GER  | 09:35,67   |
| 04    | Diana Martín          | ESP  | 09:44,90   |
| 05    | Lennie Waite          | GBR  | 09:56,19   |
| 06    | Türkan Özata-Erişmiş  | TUR  | 09:59,34   |
| 07    | Swjatlana Kudselitsch | BLR  | 09:59,60   |
| 08    | Claire Perraux        | FRA  | 10:03,29   |
| 09    | Athiná Koíni          | GRC  | 10:03,75   |
| 10    | Tauria Samiri         | ITA  | 10:09,19   |
| 11    | Katarzyna Kowalska    | POL  | 10:11,26   |
| 12    | Kristine Helle        | NOR  | 10:54,36   |

Datum: 22. Juni

#### 4 × 100 m Staffel

##### Lauf 1
| Platz | Besetzung      | Land                                                                     | Zeit (s) |
| ----- | -------------- | ------------------------------------------------------------------------ | -------- |
| 1 (1) | Ukraine        | Olessja Powch Wiktorija Pjatatschenko Marija Rjemjen Natalija Pohrebnjak | 42,62    |
| 2 (2) | Deutschland    | Yasmin Kwadwo Inna Weit Tatjana Pinto Verena Sailer                      | 43,15    |
| 3 (3) | Russland       | Julia Kazura Julia Kaschina Jelisaweta Sawlinis Jekaterina Kusina        | 43,23    |
| 4 (4) | Frankreich     | Carima Louami Myriam Soumaré Jennifer Galais Céline Distel-Bonnet        | 43,52    |
| 5 (5) | Großbritannien | Tiffany Porter Anyika Onuora Annabelle Lewis Asha Philip                 | 43,52    |
| 6 (6) | Polen          | Marika Popowicz-Drapała Weronika Wedler Ewelina Ptak Martyna Opoń        | 43,85    |

In Klammern: Platzierung in der Gesamtwertung aus beiden Läufen
Datum: 22. Juni

##### Lauf 2
| Platz  | Besetzung    | Land                                                                         | Zeit (s) |
| ------ | ------------ | ---------------------------------------------------------------------------- | -------- |
| 1 (07) | Italien      | Micol Cattaneo Irene Siragusa Ilenia Draisci Audrey Alloh                    | 44,35    |
| 2 (08) | Belarus      | Wolha Astaschka Alina Talaj Ekaterina Shumak Kazjaryna Hantschar             | 44,38    |
| 3 (09) | Spanien      | María Isabel Pérez Plácida Martínez Estela García María de Frutos            | 45,06    |
| 4 (10) | Türkei       | Hatice Öztürk Saliha Memis-Özyurt Aksel Demirtaş-Gürcan Nimet Karakuş        | 45,07    |
| 5 (11) | Griechenland | Maria Gatou Elisavet Pesiridou Grigoria-Emmanouela Keramida Georgia Kokloni  | 45,17    |
| 6 (12) | Norwegen     | Mari Gilde Brubak Folake Akinyemi Christine Bjelland Jensen Tara Marie Norum | 45,20    |

In Klammern: Platzierung in der Gesamtwertung aus beiden Läufen
Datum: 22. Juni

#### 4 × 400 m Staffel

##### Lauf 1
| Platz | Besetzung      | Land                                                                                  | Zeit (min) |
| ----- | -------------- | ------------------------------------------------------------------------------------- | ---------- |
| 1 (1) | Großbritannien | Eilidh Child Shana Cox Meghan Beesley Christine Ohuruogu                              | 3:28,60    |
| 2 (2) | Russland       | Ksenija Gusarowa Julija Kusnezowa Alexandra Fedoriwa Xenija Sadorina                  | 3:29,46    |
| 3 (3) | Frankreich     | Marie Gayot Lénora Guion-Firmin Phara Anacharsis Floria Gueï                          | 3:29,55    |
| 4 (4) | Ukraine        | Daryna Prystupa Alina Lohwynenko Natalija Pyhyda Olha Semljak                         | 3:30,36    |
| 5 (5) | Polen          | Agata Bednarek Patrycja Wyciszkiewicz Małgorzata Hołub-Kowalik Justyna Święty-Ersetic | 3:31,35    |
| 6 (6) | Deutschland    | Esther Cremer Lena Schmidt Christiane Klopsch Ruth Sophia Spelmeyer                   | 3:31,83    |

In Klammern: Platzierung in der Gesamtwertung aus beiden Läufen
Datum: 23. Juni

##### Lauf 2
| Platz | Besetzung    | Land                                                                             | Zeit (min) |
| ----- | ------------ | -------------------------------------------------------------------------------- | ---------- |
| 1 (7) | Belarus      | Hanna Reischal Iryna Chljustawa Julija Jurenja Ilona Ussowitsch                  | 3:34,14    |
| 2 (8) | Italien      | Chiara Bazzoni Maria Enrica Spacca Elena Maria Bonfanti Maria Benedicta Chigbolu | 3:35,26    |
| 3 (9) | Spanien      | Laura Sotomayor Aauri Bokesa Plácida Martínez Paula Ferreiros                    | 3:39,45    |
| DSQ   | Griechenland | Agní Dervéni Evangelia Zigori Maria Petridou Argyro Pinti                        |            |
| DSQ   | Norwegen     | Tara Marie Norum Trine Mjåland Line Kloster Vilde Jakobsen Svortevi              |            |
| DOP   | Türkei       | Özge Akın Birsen Engin Derya Yıldırım Elif Yıldırım                              | 3:36,89    |

In Klammern: Platzierung in der Gesamtwertung aus beiden Läufen
Datum: 23. Juni
Die zunächst neuntplatzierte türkische Staffel wurde disqualifiziert, weil ihre Schlussläuferin Elif Yıldırım gedopt war. Die Athletin wurde nach dem Rücktritt des türkischen Leichtathletikverbandspräsidenten Mehmet Terzi auf der Grundlage einer positiven Dopingprobe vom 8. Juni 2013 zusammen mit dreißig weiteren türkischen Athleten gesperrt. Die Dauer ihrer Sperre durch den türkischen Leichtathletikverband wurde auf zwei Jahre festgelegt und endete am 25. Juni 2015. Alle ihre seit der positiven Probe bis zum Ende der Sperre erzielten Resultate wurden annulliert. Dazu gehörte neben ihrem Ergebnis im Staffelrennen auch ihr hier erlaufener fünfter Rang über 400 Meter Hürden.

#### Hochsprung
| Platz | Athletin                   | Land | Höhe (m) |
| ----- | -------------------------- | ---- | -------- |
| 01    | Marija Kutschina           | RUS  | 1,98     |
| 02    | Alessia Trost              | ITA  | 1,92     |
| 02    | Kamila Stepaniuk           | POL  | 1,92     |
| 04    | Ruth Beitia                | ESP  | 1,89     |
| 05    | Marie-Laurence Jungfleisch | GER  | 1,85     |
| 05    | Burcu Ayhan                | TUR  | 1,85     |
| 07    | Adonía Steryíou            | GRC  | 1,85     |
| 08    | Tonje Angelsen             | NOR  | 1,85     |
| 09    | Isobel Pooley              | GBR  | 1,85     |
| 10    | Maryia Shulhina            | BLR  | 1,85     |
| 11    | Mélanie Melfort            | FRA  | 1,85     |
| 12    | Iryna Kovalenko            | UKR  | 1,80     |

Datum: 23. Juni

#### Stabhochsprung
| Platz | Athletin              | Land | Höhe (m) |
| ----- | --------------------- | ---- | -------- |
| 01    | Silke Spiegelburg     | GER  | 4,60     |
| 02    | Anschelika Sidorowa   | RUS  | 4,55     |
| 03    | Anna Rogowska         | POL  | 4,40     |
| 04    | Marion Lotout         | FRA  | 4,35     |
| 04    | Naroa Agirre          | ESP  | 4,35     |
| 06    | Sonia Malavisi        | ITA  | 4,25     |
| 07    | Kateryna Kozlova      | UKR  | 4,15     |
| 08    | Elmas Seda Firtina    | TUR  | 4,00     |
| 09    | Katrine Haarklau      | NOR  | 3,80     |
| NMH   | Holly Bleasdale       | GBR  | ogV      |
| NMH   | Iryna Jakalzewitsch   | BLR  | ogV      |
| DNS   | Nikolia Kiriakopoulou | GRC  |          |

Datum: 22. Juni

#### Weitsprung
| Platz | Athletin                | Land | Weite (m) |
| ----- | ----------------------- | ---- | --------- |
| 01    | Éloyse Lesueur-Aymonin  | FRA  | 6,44      |
| 02    | Darja Klischina         | RUS  | 6,43      |
| 03    | Shara Proctor           | GBR  | 6,43      |
| 04    | Evangelia Galeni        | GRC  | 6,28      |
| 05    | Sosthene Moguenara      | GER  | 6,28      |
| 06    | Dariya Derkach          | ITA  | 6,21      |
| 07    | Teresa Dobija           | POL  | 6,20      |
| 08    | María del Mar Jover     | ESP  | 6,14      |
| 09    | Isabelle Pedersen       | NOR  | 6,08      |
| 10    | Maryna Bech-Romantschuk | UKR  | 6,04      |
| 11    | Sevim Sinmez Serbest    | TUR  | 5,94      |
| 12    | Natallia Vyatkina       | BLR  | 5,87      |

Datum: 23. Juni

#### Dreisprung
| Platz | Athletin               | Land | Weite (m) |
| ----- | ---------------------- | ---- | --------- |
| 01    | Olha Saladucha         | UKR  | 14,49     |
| 02    | Jekaterina Konewa      | RUS  | 14,10     |
| 03    | Simona La Mantia       | ITA  | 13,99     |
| 04    | Yamilé Aldama          | GBR  | 13,90     |
| 05    | Jenny Elbe             | GER  | 13,85     |
| 06    | Paraskevi Papachristou | GRC  | 13,69     |
| 07    | Anna Jagaciak          | POL  | 13,68     |
| 08    | Natallia Vyatkina      | BLR  | 13,60     |
| 09    | Teresa Nzola Meso      | FRA  | 13,51     |
| 10    | Patricia Sarrapio      | ESP  | 13,35     |
| 11    | Sevim Sinmez Serbest   | TUR  | 12,78     |
| 12    | Chiamaka Okparaebo     | NOR  | 11,99     |

Datum: 22. Juni

#### Kugelstoßen
| Platz | Athletin             | Land | Weite (m) |
| ----- | -------------------- | ---- | --------- |
| 01    | Christina Schwanitz  | GER  | 19,30     |
| 02    | Halyna Obleschtschuk | UKR  | 18,05     |
| 03    | Emel Dereli          | TUR  | 17,50     |
| 04    | Chiara Rosa          | ITA  | 17,18     |
| 05    | Úrsula Ruiz          | ESP  | 16,78     |
| 06    | Julija Leanzjuk      | BLR  | 16,74     |
| 07    | Sophie McKinna       | GBR  | 16,37     |
| 08    | Jessica Cérival      | FRA  | 16,25     |
| 09    | Natalja Tronewa      | RUS  | 16,25     |
| 10    | Agnieszka Dudzińska  | POL  | 16,19     |
| 11    | Evangelía Sofáni     | GRC  | 14,82     |
| 12    | Kristin Sundsteigen  | NOR  | 14,63     |

Datum: 23. Juni

#### Diskuswurf
| Platz | Athletin                  | Land | Weite (m) |
| ----- | ------------------------- | ---- | --------- |
| 01    | Mélina Robert-Michon      | FRA  | 63,75     |
| 02    | Julia Fischer             | GER  | 62,67     |
| 03    | Żaneta Glanc              | POL  | 61,70     |
| 04    | Natalija Semenowa         | UKR  | 59,99     |
| 05    | Jade Lally                | GBR  | 58,73     |
| 06    | Nastassja Kaschtanawa     | BLR  | 56,40     |
| 07    | Sabina Asenjo             | ESP  | 54,44     |
| 08    | Valentina Aniballi        | ITA  | 54,09     |
| 09    | Chrysoula Anagnostopoulou | GRC  | 53,00     |
| 10    | Grete Etholm              | NOR  | 50,29     |
| 11    | Emel Dereli               | TUR  | 37,72     |
| DOP   | Wera Ganejewa             | RUS  | 59,60     |

Datum: 22. Juni
Die zunächst fünftplatzierte Russin Wera Ganejewa wurde mittels der Analyse ihrer Dopingproben von den Olympischen Spielen 2012 bei einem Nachtest im Februar 2017 des Einsatzes von Turinabol überführt und erhielt eine zweijährige Wettkampfsperre, die am 1. Juli 2018 endete. Alle ihre vom 3. August 2012 bis zum 2. August 2014 wurden annulliert.

#### Hammerwurf
| Platz | Athletin            | Land | Weite (m) |
| ----- | ------------------- | ---- | --------- |
| 01    | Betty Heilder       | GER  | 74,31     |
| 02    | Anita Włodarczyk    | POL  | 74,14     |
| 03    | Sophie Hitchon      | GBR  | 72,97 NR  |
| 04    | Iryna Nowoschylowa  | UKR  | 67,10     |
| 05    | Berta Castells      | ESP  | 66,21     |
| 06    | Silvia Salis        | ITA  | 64,76     |
| 07    | Iliana Korosidou    | GRC  | 61,41     |
| 08    | Trude Raad          | NOR  | 61,21     |
| 09    | Berivan Şakır       | TUR  | 20,85     |
| NMW   | Stéphanie Falzon    | FRA  | ogV       |
| DOP   | Aksana Mjankowa     | BLR  | 72,11     |
| DOP   | Gulfija Chanafejewa | RUS  | 63,67     |

Datum: 23. Juni
In diesem Wettbewerb gab es zwei Dopingfälle:
- Die zunächst viertplatzierte Belarussin Aksana Mjankowa wurde schon bei den Olympischen Spielen 2008 und 2012 wegen der Verwendung der unerlaubten Mittel Turinabol und Oxandrolon disqualifiziert. Auch ihr hier in Gateshead erzieltes Resultat wurde ihr aberkannt.[13]
- Die Russin Gulfija Chanafejewa, die zunächst Rang neun erreicht hatte, wurde auf der Grundlage des McLaren-Reports 2019 wegen Dopings vom Internationalen Sportgerichtshof (CAS) rückwirkend für acht Jahre beginnend mit dem 6. Januar 2017 gesperrt. Außerdem wurden alle ihre zwischen dem 15. Juli 2012 und dem 6. August 2014 erzielten Ergebnisse annulliert.[14]

#### Speerwurf
| Platz | Athletin               | Land | Weite (m) |
| ----- | ---------------------- | ---- | --------- |
| 01    | Christina Obergföll    | GER  | 62,64     |
| 02    | Mercedes Chilla        | ESP  | 58,55     |
| 03    | Wera Rebrik            | UKR  | 57,92     |
| 04    | Marija Abakumowa       | RUS  | 57,09     |
| 05    | Barbara Madejczyk      | POL  | 55,23     |
| 06    | Tazzjana Chaladowitsch | BLR  | 53,77     |
| 07    | Savva Lika             | GRC  | 53,53     |
| 08    | Séphora Bissoly        | FRA  | 51,73     |
| 09    | Izzy Jeffs             | GBR  | 50,27     |
| 10    | Tove Beate Dahle       | NOR  | 50,07     |
| 11    | Berivan Şakır          | TUR  | 48,81     |
| 12    | Sara Jemai             | ITA  | 48,58     |

Datum: 22. Juni

## Videolinks
- Superleague:
  - 800m Men European Athletics Team Championships 2013, Gateshead England youtube.com, abgerufen am 16. April 2024
  - European Athletics Team Championships 2013 Gateshead 3000m Hindernis Männer youtube.com, abgerufen am 16. April 2024
  - European Athletics Team Championships Gateshead 2013 (4x100m Relay Men Final Heat-1) youtube.com, abgerufen am 16. April 2024
  - European Athletics Team Championships 2013 Gateshead 4x400m Männer Lauf 1 2 youtube.com, abgerufen am 16. April 2024
  - 200 m women Heat 1 European Athletics Team Championships Gateshead 2013 youtube.com, abgerufen am 16. April 2024
  - European Team Champs Gateshead 2013 200mW youtube.com, abgerufen am 16. April 2024
  - 400 m women Heat 2 European Athletics Team Championships Gateshead 2013 youtube.com, abgerufen am 16. April 2024
  - 800 m women European Athletics Team Championships Gateshead 2013 youtube.com, abgerufen am 16. April 2024
  - 1500 m women European Athletics Team Championships Gateshead 2013 youtube.com, abgerufen am 16. April 2024
  - 3000 m women European Athletics Team Championships Gateshead 2013 youtube.com, abgerufen am 16. April 2024
  - 2013 European team championships women's 400 hurdles youtube.com, abgerufen am 16. April 2024
  - Pole vault women European Athletics Team Championships Gateshead 2013 youtube.com, abgerufen am 16. April 2024
  - Patricia Sarrapio Triple Jump European Athletics Team Championships Gateshead 2013 youtube.com, abgerufen am 16. April 2024
- Liga 1:
  - European Athletics Team Championships First League, Dublin 2013 - Day1 P1 youtube.com, abgerufen am 16. April 2024
  - European Athletics Team Championships Dublin 2013 Day1 P2 youtube.com, abgerufen am 16. April 2024
  - European Athletics Team Championships First League, Dublin 2013 - Day2 P2 youtube.com, abgerufen am 16. April 2024
  - European Athletics Team Championships Dublin 2013 Day2 P1 youtube.com, abgerufen am 16. April 2024
- Liga 2:
  - European Athletics Team Championships Second League - Day 1 youtube.com, abgerufen am 16. April 2024
  - Day 2 - Varaždin European Athletics Team Championships 2nd League youtube.com, abgerufen am 16. April 2024
- Liga 3:
  - 1500m.European Athletics Team Championships,3rd league youtube.com, abgerufen am 16. April 2024